# Alemagna (azienda)
Alemagna è un marchio del settore alimentare italiano, originariamente appartenente all'omonima azienda alimentare italiana specializzata in dolci fondata da Gioacchino Alemagna a Melegnano (MI)
nel 1921.

## Storia
Venne fondata nel 1921 a Melegnano (Milano) da Gioacchino Alemagna. Nel 1925 aprì un caffè e, nel 1933, un bar con annessa pasticceria in Piazza del Duomo a Milano. Fu però l'apertura dello stabilimento milanese di via Guglielmo Silva, avvenuta nel 1937, a dare una svolta definitiva al gruppo. Il figlio di Gioacchino Alemagna, Alberto, negli anni quaranta e cinquanta continuò l'espansione della società rendendo celebre il marchio della ditta, il duomo di Milano stilizzato (creato dall'artista Giangiacomo Merli) che rendeva esplicito il legame dell'azienda col capoluogo lombardo. Erano i tempi in cui si stava sviluppando un altro celebre marchio, quello della concorrente Motta.
Negli anni del boom economico italiano, Alemagna aprì stabilimenti a Cornaredo (Milano) e a Napoli, oltre a vari negozi monomarca in tutta Italia e un cospicuo numero di Autogrill sulle Autostrade grazie ad un accordo stabilito con due aziende alimentari sue rivali, cioè la Motta e la piemontese Pavesi, ideatrice dell'iniziativa. Fu anche creata la divisione gelati del gruppo, e furono immesse sul mercato le caramelle Alemagna, operazione effettuata rilevando la licenza per la commercializzazione sul mercato italiano del marchio Charms da una compagnia dolciaria americana, la Charms Candy Company.
Nel 1952 viene costituita a Milano la Finanziaria Alemagna s.p.a., capogruppo delle attività alimentari della società, ridenominata poi nel 1968 Sinpa-Società investimenti e partecipazioni e nel 1970 Alemagna s.p.a. Nello stesso 1970, a causa della crisi della fine degli anni sessanta, la famiglia Alemagna si vede costretta a cedere il 50% del pacchetto azionario della società alla SME, holding alimentare del gruppo IRI, che aveva già rilevato nel 1968 il 35% (quota di controllo) del capitale azionario della Motta. La SME poi nel 1976 fonde entrambe le storiche aziende dolciarie milanesi nella Unidal, società in origine controllata da SME al 58%, dalla famiglia Alemagna al 18%, dagli eredi di Angelo Motta al 6% e per il resto da Bastogi e quotata in borsa. A causa delle ingenti perdite generate, Unidal già nel 1977 viene sciolta e sostituita dalla Sidalm, società controllata al 100% da SME.
Alberto Alemagna cede la sua partecipazione di minoranza ed esce definitivamente dalla gestione della società (era infatti nel consiglio d'amministrazione di Unidal) nata sulle ceneri dell'ormai ex azienda di famiglia. A seguito dell'operazione, SME scorpora da Sidalm le attività del comparto gelati di Motta e Alemagna e le ingloba nell'Italgel. Nel 1986, dopo lo scioglimento della Sidalm, il marchio Alemagna viene incorporato da SME insieme alle altre controllate Motta e Pavesi nell'Alivar, che diviene così l'unica società titolare dei marchi di proprietà dell'intero comparto dolciario della stessa holding alimentare pubblica.
Nel 1990, dopo lo scioglimento anche dell'Alivar, i marchi Alemagna e Motta vengono incorporati nel neocostituito Gruppo Dolciario Italiano, società appositamente creata da SME per gestire le attività del comparto dei prodotti dolciari a consumo festivo. Nel 1993, in ambito di totale privatizzazione della SME, il Gruppo Dolciario Italiano viene ceduto, insieme ad Italgel, alla multinazionale svizzera del settore alimentare Nestlé. Infine il marchio Alemagna viene ceduto da Nestlé nel 2009 all'industria dolciaria italiana Bauli. Il ramo di produzione di brioches e pasticceria surgelata da bar a marchio Alemagna è invece dal 2016 di proprietà di Froneri, ereditato dalla precedente gestione della multinazionale svizzera al momento della cessione da parte di quest'ultima delle sue attività nel ramo del freddo al gruppo inglese, nato da una joint venture tra R&R e Nestlé stessa. Nel gennaio 2023, con l’apertura del punto vendita all’aeroporto di Milano Linate, il marchio Alemagna è tornato ad essere utilizzato da Autogrill come insegna per locali commerciali e di ristorazione.

## Situazione attuale
Nel 2007 i nipoti di Alberto Alemagna, Tancredi e Alberto, hanno fondato a Milano la società T'a Milano, che produce cioccolato e alimenti di pasticceria avvalendosi del ricettario storico Alemagna.